# Opowieści niezwykłe
Opowieści niezwykłe – cykl polskich, czarno-białych filmów telewizyjnych, zrealizowanych w latach 1967–1968 przez Zespół Filmowy Studio.

## Cykl filmów
W skład cyklu wchodzą:
- Szach i mat! (1967, reż. Andrzej Zakrzewski)
- Ślepy tor (1967, reż. Ryszard Ber)
- Ja gorę! (1968, reż. Janusz Majewski)
- Mistrz tańca (1968, reż. Jerzy Gruza)
- Pożarowisko (1968, reż. Ryszard Ber)

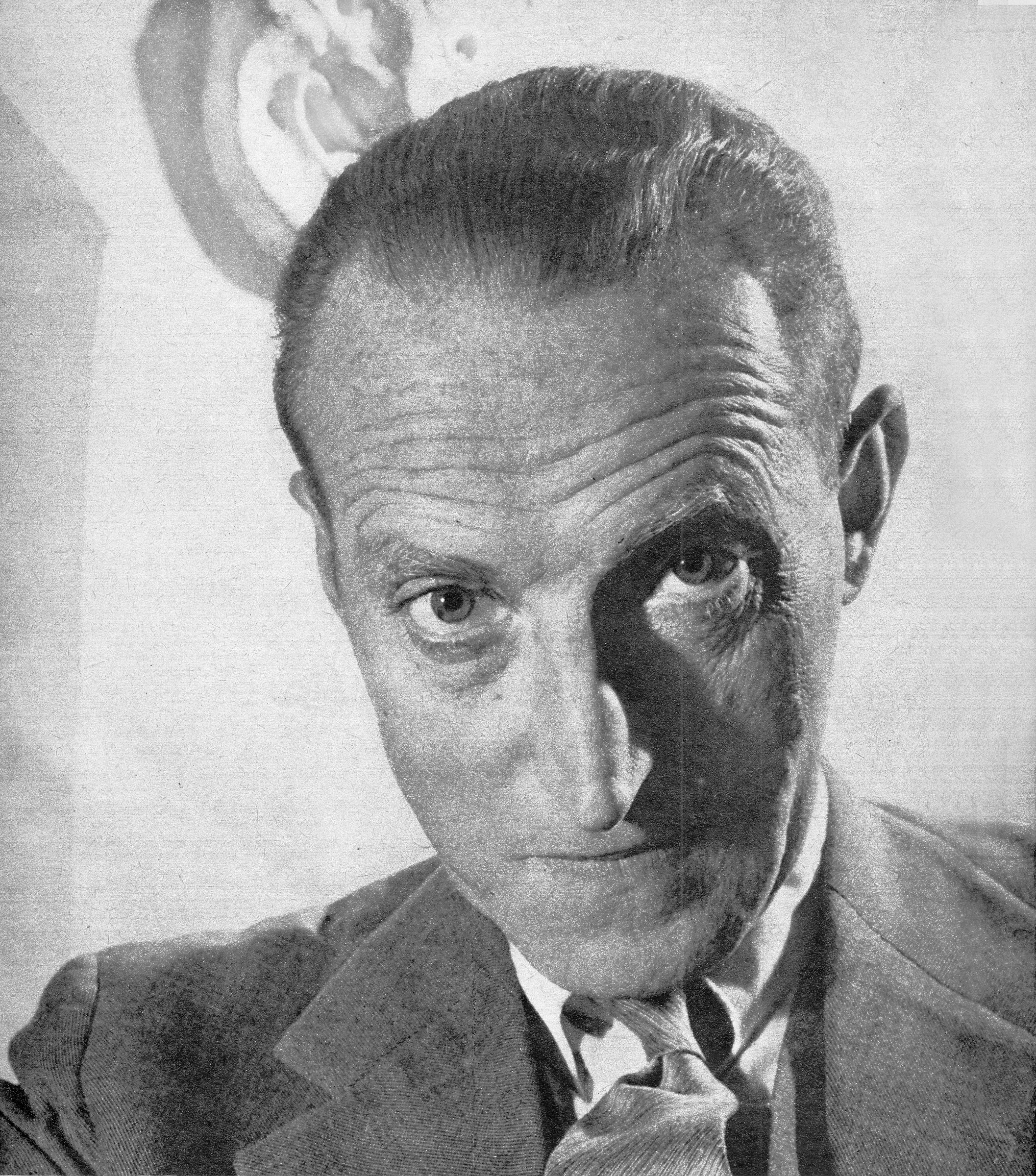
Kazimierz Rudzki

Filmy powstały na kanwie nowel i opowiadań polskich autorów (Henryka Rzewuskiego, Józefa Korzeniowskiego, Ludwika Niemojowskiego i Stefana Grabińskiego). Każdy z filmów (czasy projekcji od 27 do 29 minut) rozpoczyna się tą samą czołówką, informującą o przynależności do cyklu Opowieści niezwykłych. Akcja każdego odcinka zaczyna i kończy się w mieszkaniu literata (Kazimierz Rudzki), żyjącego w czasach PRL-u, którego odwiedza duch osoby nieżyjącej, opowiadający swoją historię (z wyjątkiem filmu Pożarowisko, gdzie opowieść snuje żyjący zdun). Jest to klamra spinająca historię, a zarazem subtelna sugestia, iż niezwykłe historie mogły powstać w głowie autora.
Cechą wspólną obrazów jest atmosfera tytułowej „niezwykłości”, tajemniczości, uzyskana poprzez ukazywanie duchów osób nieżyjących (czasem od wieków, jak w Ja gorę!) czy personifikacji śmierci (Mistrz tańca). Niektóre z filmów pod względem gatunkowym ocierają się o kino grozy (Ślepy tor, Mistrz tańca), inne przypominają bardziej film sensacyjny (Szach i mat!). Lżejszą, niemal komediową tonację ma obraz Ja gorę!
Opowieści niezwykłe to zamknięta seria pięciu krótkich filmów. W literaturze tematu oraz Internecie często spotyka się nieprawidłowy tytuł serii Opowieści niesamowite, a sam cykl Opowieści niezwykłych bywa błędnie uzupełniany o inne krótkie filmy, które powstały w tym samym czasie (m.in. Błękitny pokój, Wenus z Ille, „Awatar”, czyli zamiana dusz, Duch z Canterville, Przeraźliwe łoże, Upiór, Zmartwychwstanie Offlanda).

## Szach i mat!
Genialny szachista Bartolomeo przyjmuje propozycję od tajemniczego Anglika. Ma grać dla niego w szachy za pomocą maszyny szachowej, na której figury zmienia się specjalną klawiaturą. Bez jego wiedzy, Anglik wykonuje mechaniczną lalkę o fizjonomii szachisty, zaś maszyna jest tylko przekaźnikiem ruchu figur dla lalki. Kolejni nieświadomi śmiałkowie przegrywają kolejne partie z robotem, za którego ruchami stoi coraz bardziej niezadowolony ze swego uwięzienia Bartolomeo.
- Andrzej Łapicki (Bartolomeo / mechaniczna lalka)
- Jan Kreczmar (Anglik)
- Kazimierz Rudzki (autor)
- Mieczysław Czechowicz (lokaj Anglika)
- Bogumił Kobiela (artysta wykonujący odlew twarzy Bartolomea)
- Ewa Wiśniewska (narzeczona Bartolomea)

## Ślepy tor
Profesor Ryszpans na opuszczonej stacji kolejowej wsiada do stojącego na bocznicy wagonu, a od dróżnika otrzymuje gazetę z jutrzejszą datą, relacją z katastrofy kolejowej i własnym nekrologiem. Rozpoczyna się podróż z dziwnymi pasażerami, pełna tajemniczych opowieści dróżnika.
- Jan Koecher (profesor Edward Ryszpans)
- Jacek Woszczerowicz (dróżnik Wawrzyniec Wiór)
- Kazimierz Rudzki (autor)
- Ryszard Pietruski (inżynier Zniesławski)
- Zofia Jamry (pasażerka)
- Lech Ordon (pasażer)

## Ja gorę!
Szlachcic Pogorzelski, herbu Krzywda, obejmuje z polecenia biskupa podupadły zamek w Samsonowie. Niedługo po wprowadzeniu się, szlachcic słyszy głos z zaświatów, komentujący każdą jego czynność. Pogorzelski szuka pomocy u swego biskupa. Okazuje się, że głos wołający „Ja gorę!” należy do zmarłego właściciela zamku, księcia Wilibalda Zatorskiego, który za swe zbrodnie pali się w ogniach piekielnych.
- Jerzy Turek (Pogorzelski)
- Władysław Hańcza (głos ducha księcia Zatorskiego)
- Kazimierz Rudzki (autor)
- Jerzy Wasowski (książę biskup)
- Cezary Julski (kowal)
- Krystyna Kołodziejczyk (dziewka folwarczna)
- Marian Opania (sługa Pogorzelskiego)

## Mistrz tańca
Józef spotyka tajemniczego nieznajomego, który zabiera go na nocną wędrówkę po zakamarkach warszawskiej kamienicy. Demoniczny nieznajomy znaczy swoją ścieżkę śmiercią. Jego ofiarą pada młody, butny poeta, rozrzutna dama, niefrasobliwa panna i niewierna żona. Sam tytułuje siebie „mistrzem tańca, który każdy musi zatańczyć”.
- Andrzej Łapicki (mistrz tańca)
- Bronisław Pawlik (Józef)
- Kazimierz Rudzki (autor)
- Zygmunt Hobot (poeta)
- Irena Karel (dama w salonie)
- Gustaw Lutkiewicz (właściciel sklepu)
- Wiesława Mazurkiewicz (klientka w sklepie)
- Ewa Wiśniewska (żona umierającego staruszka)

## Pożarowisko
Pewien człowiek, kpiący z przesądów, postanowił na miejscu znanym z częstych pożarów zbudować sobie dom i zamieszkać w nim z rodziną. Na wszelki jednak wypadek dom zbudowano z materiałów ogniotrwałych, a rodzina miała zakaz używania ognia. Lecz wkrótce nadarzyła się okazja do jego rozpalenia.
- Wiesław Michnikowski (Andrzej Rojecki)
- Mieczysław Czechowicz (zdun Józef Rojecki)
- Kazimierz Rudzki (autor)
- Alina Janowska (Rojecka)
- Aleksandra Leszczyńska (matka Rojeckiego)
- Zofia Merle (gosposia Rojeckich)
- Henryk Borowski (kolega Rojeckiego)